# Jonny Kennedy
Jonny Kennedy (4 de noviembre de 1966-26 de septiembre de 2003)  fue el personaje central del documnetal The Boy Whose Skin Fell Off, el cual documentó los meses finales de su vida cuando  padeció una rara condición hereditaria conocida como Epidermólisis ampollar . Nació sin piel en su pierna izquierda; Kennedy finalmente murió de cáncer de piel causado por esta enfermedad que padecía.
En la película, el cual también presentó entrevistas con sus amigos y familiares y donde Kennedy era extremadamente franco sobre sus sentimientos respecto de su inminente muerte. Cuándo la película tuvo su primera emisión  en marzo de 2004 en el Canal 4 en el Reino Unido,  la película atrajo alrededor cinco millones de espectadores los cuales ayudó a recaudar  £500,000 para el EB CHARITY DebRA. El documental fue catalogado como la sexta película más popular en el Canal 4 (Los 50 Documentales más Grandes de todos los tiempos), en 2005.   El documental tuvo la mayor audiencia en el Canal 4 en mayo de 2020.
Kennedy fue un espiritualista que veía la muerte como "una libertad y un escape". La película lo vio cumplir con su objetivo de toda la vida de volar en un planeador, lo que lo llevó a pensar en la vida más allá de la muerte: "Creo que me aburriré si los ángeles se sientan en las nubes tocando sus arpas todo el día.  Estaré allí, sacándolos de sus nubes, haciendo lluvia de 1,000 pies y luego empujándola hacia arriba. Creo que necesitas condimentar un poco las cosas ".
Murió en su silla de ruedas, mientras lo filmaban para el documental, en un tren que regresaba de una reunión en 10 Downing Street con Cherie Blair.[cita requerida]
Uno de las bandas favoritas de Kennedy era Queen; en su funeral, la canción de Queen "Don't Stop Me Now" estuvo jugado. Su amigo de la infancia, Lord Redesdale, estuvo presente y habló según la solicitud de Kennedy.